# Ostan

Ostany Iranu

Ostan (pers. ‏استان‎; l.mn. ostan-haa, pers. ‏استان‌ها‎) – irańska jednostka podziału administracyjnego, odpowiadająca w przybliżeniu prowincji lub np. polskiemu województwu.
Każdy ostan podlega lokalnemu centrum (Markaz), najczęściej jest to największe miasto w prowincji. Na czele każdego ostanu stoi gubernator generalny (pers. ‏Ostāndār‎), który jest odpowiednikiem polskiego wojewody. Iran dzieli się na 31 ostanów.